# روزی روزگاری در چین ۴
روزی روزگاری در چین۴ (به انگلیسی: Once Upon a Time in China IV) یک فیلم سینمایی در ژانر رزمی محصول سال ۱۹۹۳ هنگ کنگ - چین و چهارمین قسمت در سری فیلم‌های روزی روزگاری در چین است. این قسمت فیلم توسط یون بون (Yuen Bun) کارگردانی شده‌است و تسوی هارک که کارگردان سه فیلم اول بود، در این اثر تهیه‌کننده و نویسنده می‌باشد. در این قسمت فیلم به جای جت لی، وینسنت ژائو به عنوان وانگ فی-هونگ قهرمان هنرهای رزمی چینی و قهرمان قومیت قبطی کانتون می‌باشد که در سه فیلم اول به وسیله جت لی به تصویر کشیده شده بود.

## بازیگران
- وینسنت ژائو در نقش دکتر؛ وانگ فی-هونگ
- ژان وانگ
- مکس مک … لوون فون
- هانگ یان یان … کووی گیک چت
- خوانگ چی‌یینگ
- بیلی چو
- چین کا-لوک … دوئین تین لویی
- وانگ جینگهوا … میائو سانیانگ
- لویی روث … پدر توماس
- چن جیمینگ … سلطان چنگدو
- وانگ زیویون … معاون آلان چنگدو